# Награда Тони за најбољег глумца у мјузиклу
Награда Тони за најбољег главног глумца у мјузиклу (en: Tony Award for Best Performance by a Leading Actor in a Musical) додељује се од 1948. године. Имена глумаца који су номиновани, али нису добили награду објављују се од 1956. године.

## 1947–е
- 1948: Paul Hartman (Angel in the Wings)
- 1949: Ray Bolger (Where's Charley?)

## 1950–е
- 1950: Ezio Pinza (South Pacific)
- 1951: Robert Alda (Guys and Dolls)
- 1952: Phil Silvers (Top Banana)
- 1953: Thomas Mitchell (Hazel Flagg)
- 1954: Alfred Drake (Kismet)
- 1955: Walter Slezak (Fanny)
- 1956: Ray Walston (Damn Yankees)
- 1957: Рекс Харисон (Моја лепа госпођице)
- 1958: Robert Preston (The Music Man)
- 1959: Richard Kiley (Redhead)

## 1960–е
- 1960: Jackie Gleason (Take Me Along)
- 1961: Ричард Бартон (Camelot)
- 1962: Robert Morse (How to Succeed in Business Without Really Trying)
- 1963: Zero Mostel (A Funny Thing Happened on the Way to the Forum)
- 1964: Bert Lahr (Foxy)
- 1965: Zero Mostel (Anatevka)
- 1966: Richard Kiley (Der Mann von La Mancha)
- 1967: Robert Preston (I Do! I Do!)
- 1968: Robert Goulet (The Happy Time)
- 1969: Jerry Orbach (Promises, Promises)

## 1970–е
- 1970: Cleavon Little (Purlie)
- 1971: Hal Linden (The Rothschilds)
- 1972: Phil Silvers (A Funny Thing Happened on the Way to the Forum)
- 1973: Ben Vereen (Pippin)
- 1974: Кристофер Пламер (Cyrano)
- 1975: John Cullum (Shenandoah)
- 1976: George Rose (My Fair Lady)
- 1977: Barry Bostwick (The Robber Bridegroom)
- 1978: John Cullum (On the Twentieth Century)
- 1979: Len Cariou (Sweeney Todd)

## 1980–е
- 1980: Jim Dale (Barnum)
- 1981: Кевин Клајн (The Pirates of Penzance)
- 1982: Ben Harney (Dreamgirls)
- 1983: Tommy Tune (My One and Only)
- 1984: George Hearn (La Cage aux Folles)
- 1986: George Rose (The Mystery of Edwin Drood)
- 1987: Robert Lindsay (Me and My Girl)
- 1988: Michael Crawford (Das Phantom der Oper)
- 1989: Џејсон Александер (Jerome Robbins' Broadway)

## 1990–е
- 1990: James Naughton (City of Angels)
- 1991: Jonathan Pryce (Miss Saigon)
- 1992: Грегори Хајнс (Jelly's Last Jam)
- 1993: Brent Carver (Kuss der Spinnenfrau)
- 1994: Boyd Gaines (She Loves Me)
- 1995: Метју Бродерик (How to Succeed in Business Without Really Trying!)
- 1996: Nathan Lane (A Funny Thing Happened on the Way to the Forum)
- 1997: James Naughton (Chicago)
- 1998: Alan Cumming (Cabaret)
- 1999: Martin Short (Little Me)

## 2000-е
- 2000: Brian Stokes Mitchell (Kiss Me, Kate)
- 2001: Nathan Lane (The Producers)
- 2002: John Lithgow (Sweet Smell of Success)
- 2003: Harvey Fierstein (Hairspray)
- 2004: Хју Џекман (The Boy from Oz)
- 2005: Norbert Leo Butz (Dirty Rotten Scoundrels)
- 2006: John Lloyd Young (Jersey Boys)
- 2007: David Hyde Pierce (Curtains)
- 2008: Paulo Szot (South Pacific)